# Manilkara zapota
Manilkara zapota (L.) P. Royen, 1953, è una pianta della famiglia delle Sapotacee, originaria del Sud del Messico, dell'America Centrale e della Colombia.
Essa è coltivata per il chicle (ingrediente tradizionale delle gomme da masticare), estratto dal suo fusto, per il legno pregiato e per il suo frutto, la sapodilla o sapotiglia.
In Messico è commercializzato come "chupeta" o  "chicozapote". Quest'ultimo nome deriva dalla lingua nahuatl è significa zapote di miele, ad indicare il sapore più dolce degli altri frutti della famiglia delle Sapotaceae. Dai Maya dello Yucatan è invece chiamato "zaya". Altri nomi tradizionali con cui è noto altrove sono  "zapote chico", "chicu", "àcana", "korob", "muy", "muyozapot", nonché, in modo più generico, come "níspero" (che però più propriamente indica in spagnolo la nespola europea.

## Descrizione
L'albero è una pianta sempreverde, ha una chioma conica e può crescere fino a 30 metri di altezza. Il suo tronco è grigiastro e con la crescita della pianta la corteccia si fessura. La pianta produce un lattice bianco. I giovani rami della pianta sono coperti da uno strato lanoso.
Le foglie sono alterne, ellittiche o ovali, a margine intero, lunghe 7–15 cm.
I fiori sono bianchi, molto profumati, solitari e bisessuali. Essi hanno sei sepali liberi racchiusi all'esterno in due spirali. I petali sono uniti in una corolla tubulare con sei lobi. Sopra vi è l'ovario con un singolo stame. I fiori rimangono aperti durante tutta la notte. Il periodo dell'impollinazione (specialmente auto-impollinazione) è primaverile.
Il frutto della sapodilla (tecnicamente una grossa bacca) è marrone, rotondo o leggermente oblungo, con un diametro di 4–8 cm e una buccia sottile. La polpa è dolce e delicata, e ricorda il caramello, la pera e il miele. I frutti hanno da due a cinque semi che sono neri, duri e allungati.

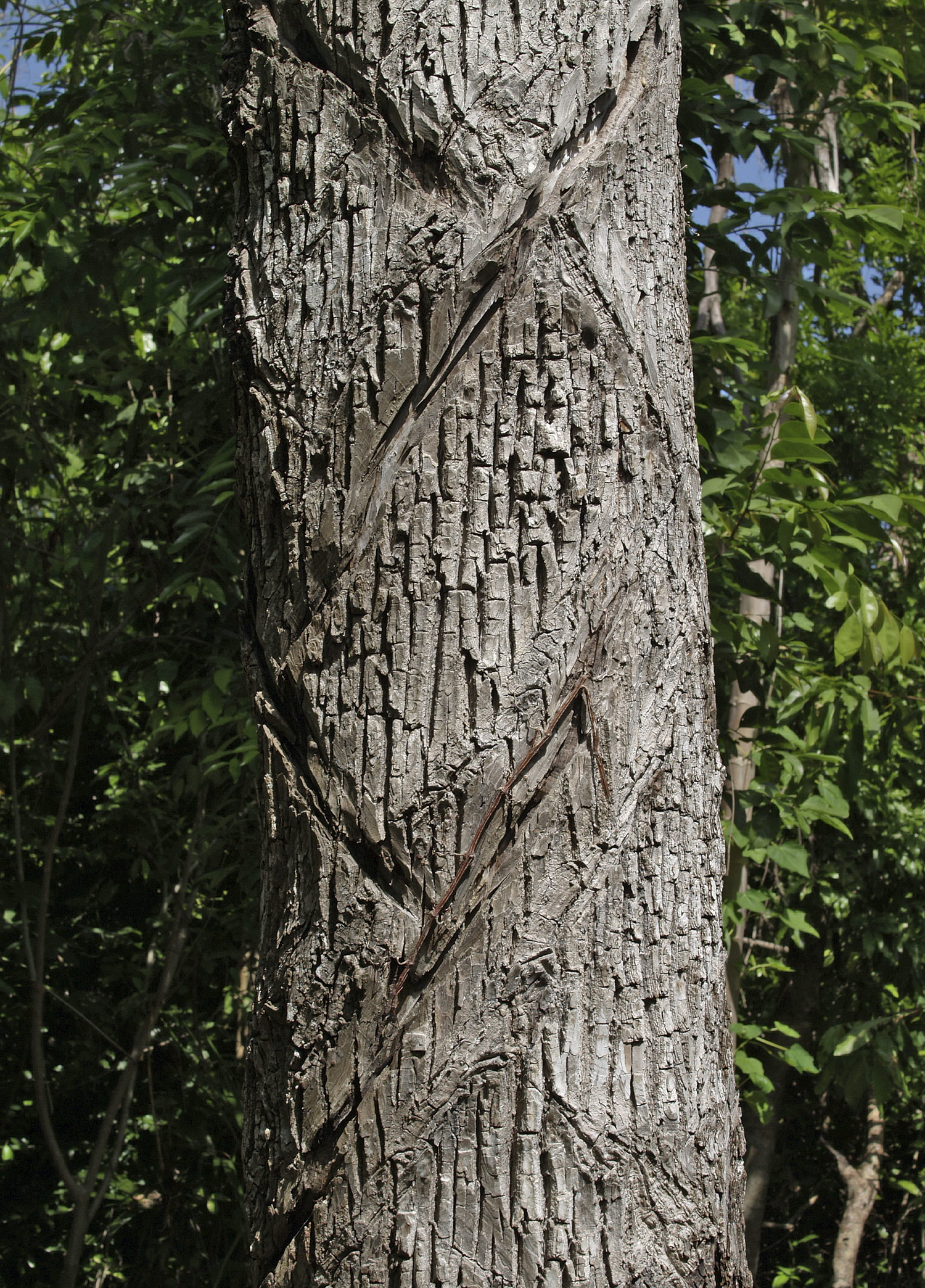
Corteccia
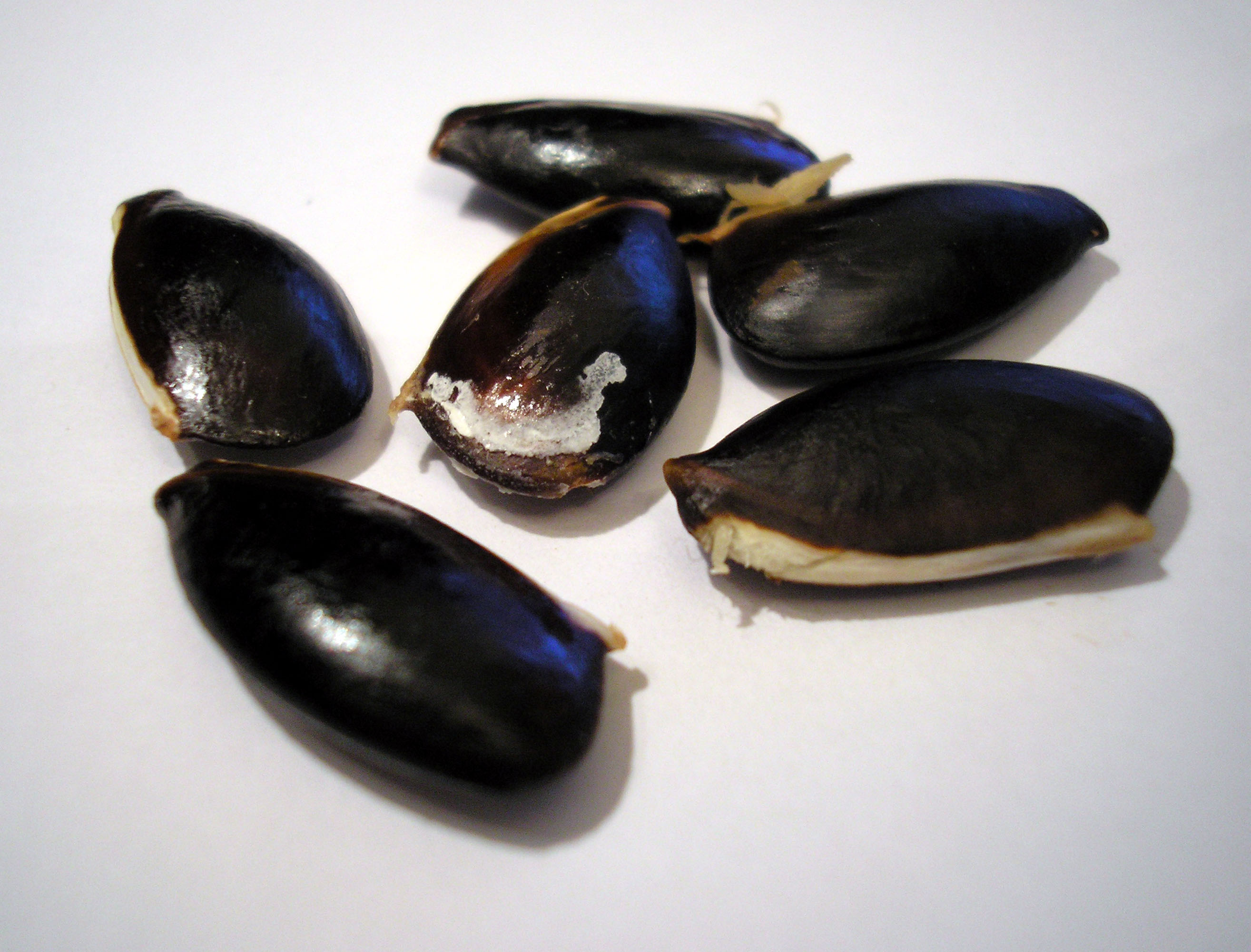
Semi
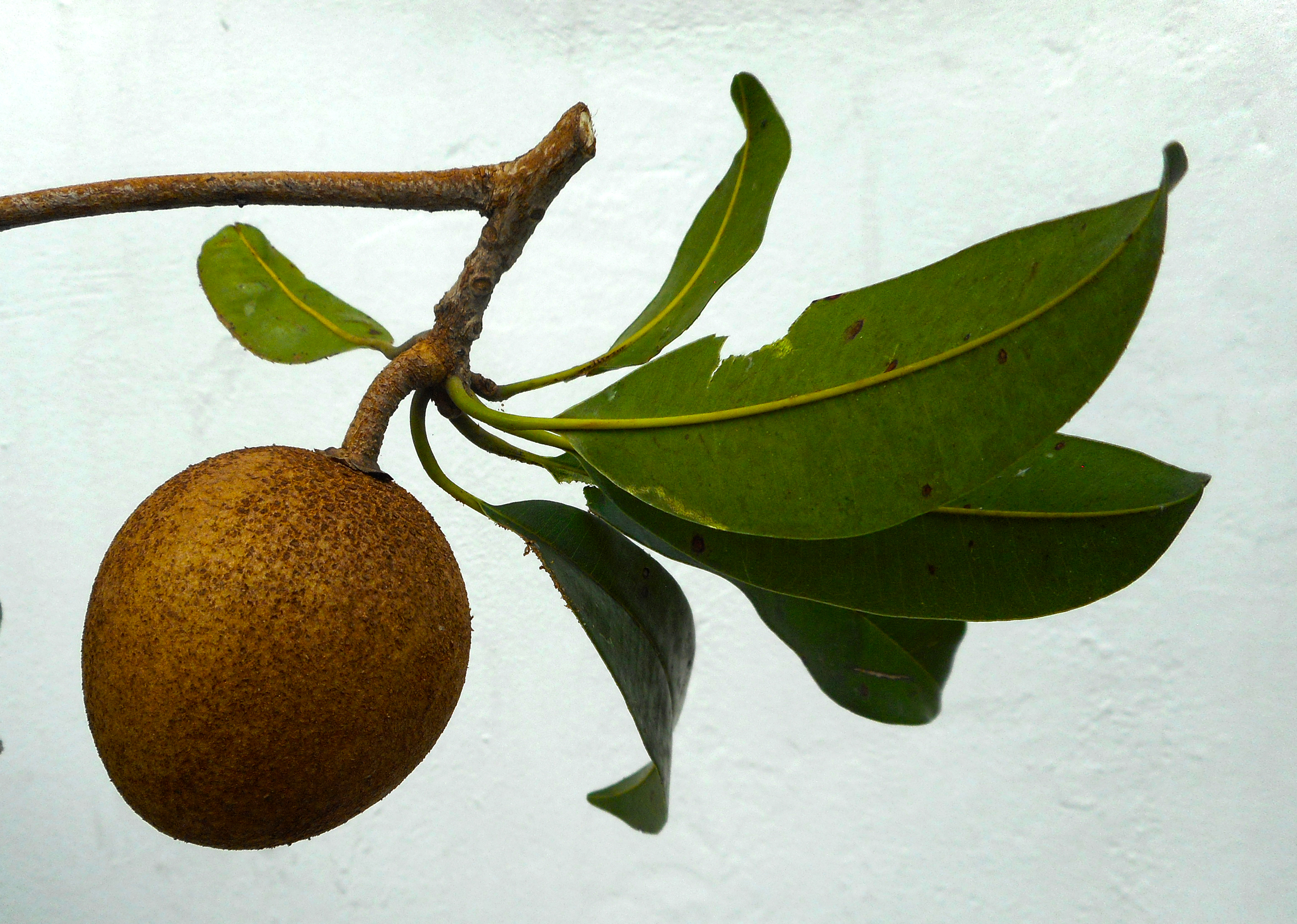
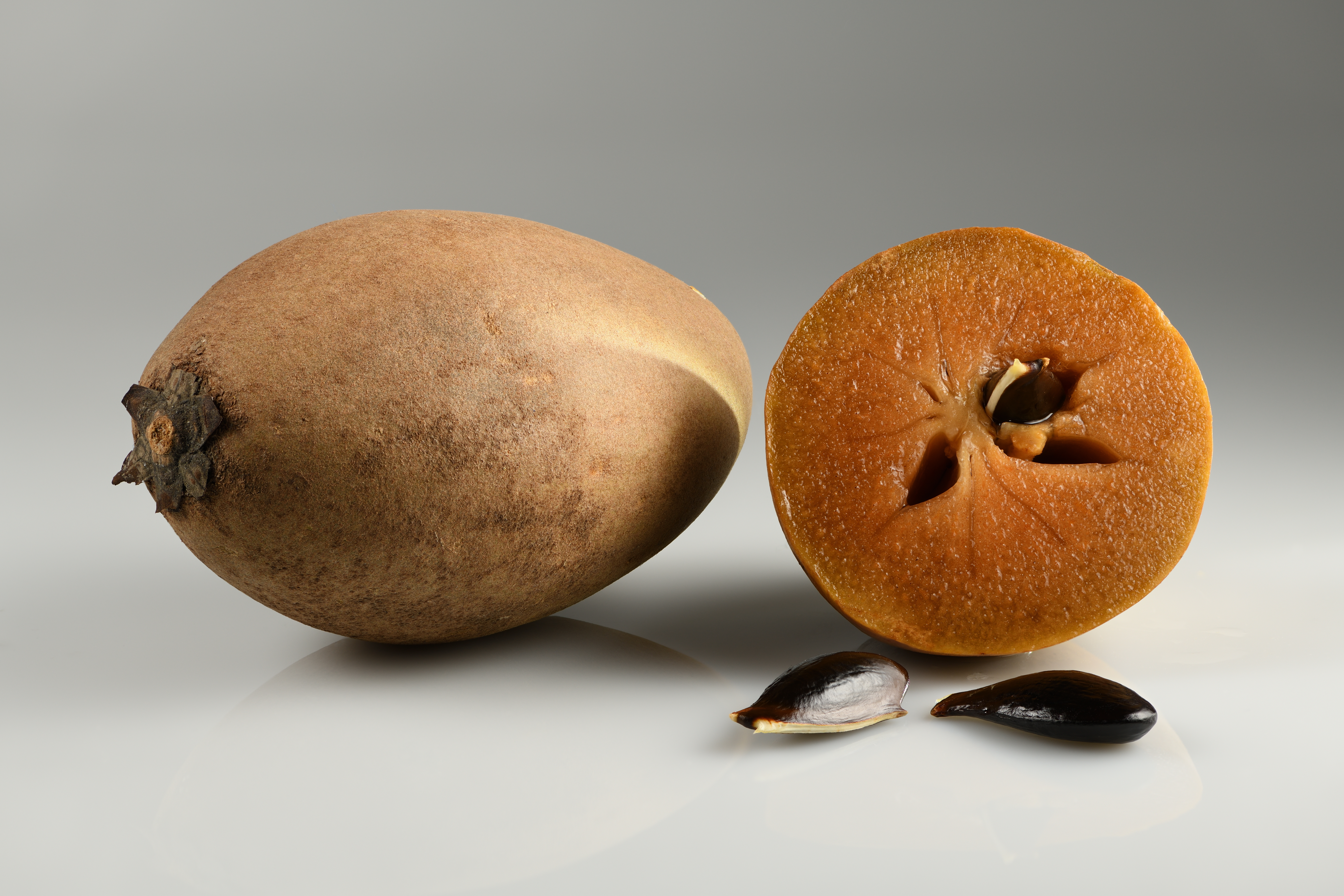

## Distribuzione e habitat

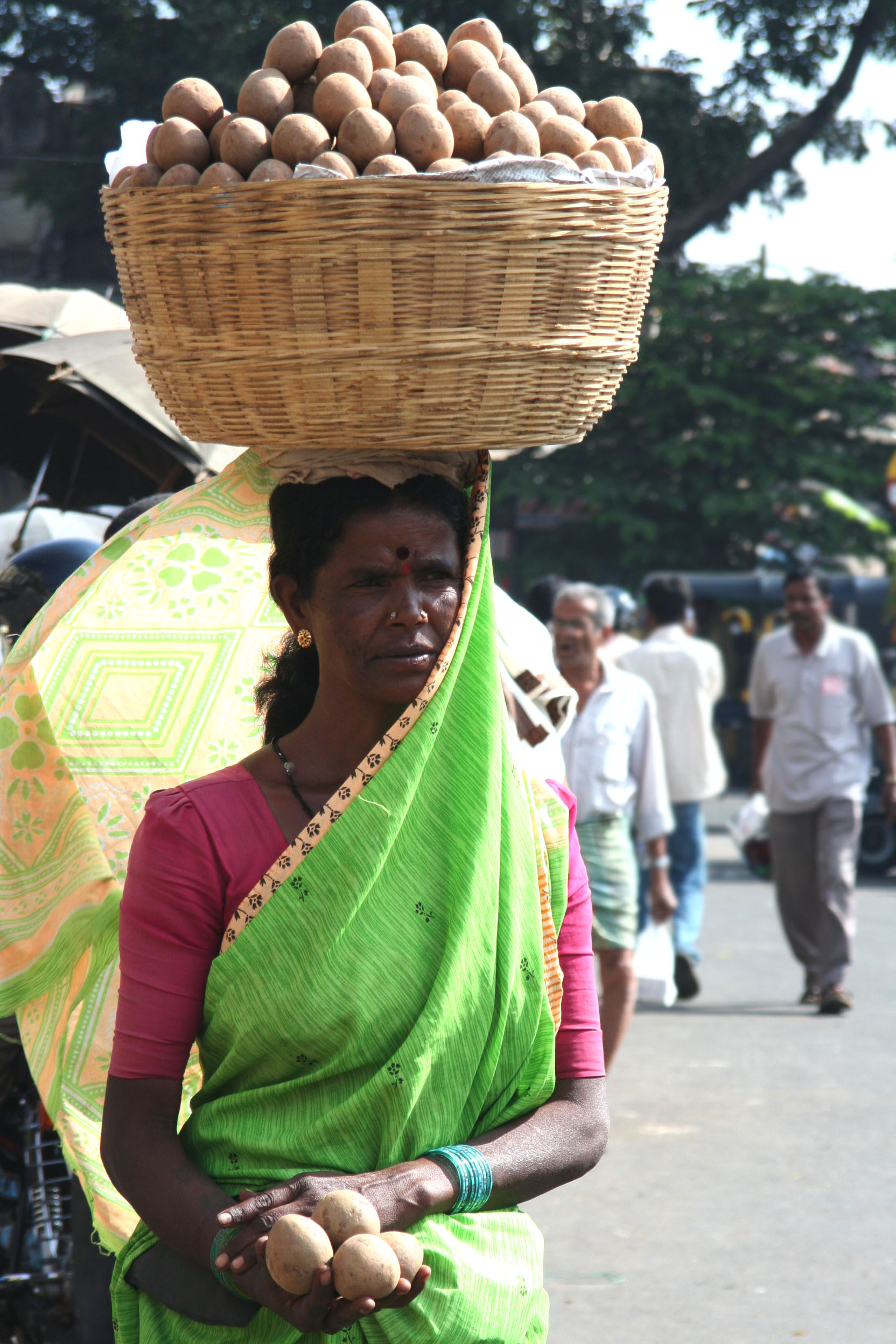
Donna con un cesto di frutti Mysore (India)

Manilkara sapota è un fruttifero originario dell'America centrale (particolarmente Messico, Guatemala e Indie Occidentali) dove è spontaneo nelle foreste. Nello Yucatán è una delle specie arboree dominanti.
I coloni spagnoli ne portarono una varietà a Manila, da cui il nome Manilkara. Dalle Filippine, il frutto divenne popolare in tutto il Sud-Est asiatico e in India, dove è considerato come una specie autoctona .
Diverse cultivar sono ora diffuse nelle aree tropicali dell'America, dell'Africa e dell'Asia e si possono trovare nei maggiori mercati di tutto il mondo.

## Tassonomia
Linneo denominò questa specie Achras sapota, dal termine greco achras, "pera", per la somiglianza del frutto alla nostra pera. Questa denominazione, come anche altre (p.es. Sapota achras, Lucuma zapota, Nispero achras, Manilkara achras, Manilkara zapotilla ecc.) sono considerate tutte sinonimi di Manilkara zapota.

## Usi
La sapodilla viene usata per i frutti, per il legno e per le proprietà medicinali.

### Alimentazione
La sapodilla è generalmente consumata fresca.
Il frutto è famoso per il suo aroma e viene utilizzato per sorbetti, cocktail, marmellate e gelati, nonché nella preparazione di torte, sciroppi e salse; fatto fermentare dà sapore a vino e aceto.
In Indonesia, i germogli giovani sono mangiati anche crudi o cotti con il riso.

### Medicina
I semi, i fiori e la corteccia contengono tannino che ha proprietà astringenti.
Numerose sono le applicazioni della medicina popolare nei paesi asiatici. A Giava i fiori ridotti in polvere con altri ingredienti sono spalmati sul ventre delle donne immediatamente dopo il parto. In Malesia i semi sono utilizzati per prevenire la febbre, o come diuretico. I frutti acerbi e la corteccia sono usate principalmente in Cina come efficace rimedio contro la diarrea.

### Altri utilizzi
Storicamente il lattice della pianta (come quello dell'affine Manilkara chicle) venne (e viene) usato come masticatorio (chicle), costituendo l'ingrediente base pregiato della gomma da masticare (o chewing gum). La comune produzione industriale di gomma da masticare è invece basata su prodotti di sintesi.
Il lattice è utilizzato anche nella produzione di dentifrici, per produrre gomme di pregio (e costo) elevato, nelle cinghie di trasmissione e per isolamento di conduttori elettrici.
Il legno è utilizzato per la produzione di mobili.